# Свети Мина (Конско)
„Свети Великомъченик Мина“, наричана от местното население и „Свети Мино“ (на македонска литературна норма: „Свети Великомаченик Мина“), е православна църква в охридското село Конско, Северна Македония. Църквата е част от Охридското архиерейско наместничество на Дебърско-Кичевската епархия на Македонската православна църква – Охридска архиепископия.
Църквата е гробищен храм, разположен в северната част на селото. Към 1918 година църквата е в руини. В 1927 година църквата е възобновена. В архитектурно отношение е куполна базилика. Живописта е дело на зографа Кръстьо Николов и сина му Рафаил Кръстев от Лазарополе и е изписана в 1928 година.